# Риф-брейк (телесериал)
«Риф-брейк» (англ. Reef Break) - американский криминальный телесериал, выходящий на американском телеканале ABC. Премьера сериала состоялась 20 июня 2019 года. В главной роли Поппи Монтгомери.
13 декабря 2019 года стало известно о закрытие сериала после первого сезона.

## Сюжет
Бывшая воровка Кэт Чембер (Поппи Монтгомери) возвращается в родной город Риф, который располагается на идиллическом острове в Тихом океане. Благодаря своему криминальному прошлому она легко вычисляет преступников и постоянно оказывается в эпицентре различных нелегальных событий, а потому становится консультантом полиции. Принимая участие в расследовании дел, Кэт встречает старых друзей, врагов и любовников, включая её бывшего мужа — агента ФБР, бывшего босса — ныне отбывающего срок в тюрьме, и очаровательного полицейского детектива.

## В ролях

### Основной состав
- Поппи Монтгомери - Кэт Чембер, бывшая воровка.
- Десмонд Чайм - детектив Уайт Коул.
- Мелисса Бонн - Анна Дюмон.
- Тамала Шелтон - Петра Торранс.
- Рэй Стивенсон - Джейк Эллиот.

## Обзор сезонов
| Сезон | Сезон | Эпизоды | Дата показа  | Дата показа      | Рейтинг Нильсона | Рейтинг Нильсона       |
| Сезон | Сезон | Эпизоды | Премьера     | Финал            | Ранк             | Зрители США (миллионы) |
| ----- | ----- | ------- | ------------ | ---------------- | ---------------- | ---------------------- |
|       | 1     | 13      | 20 июня 2019 | 13 сентября 2019 | TBA              | TBA                    |

## Список эпизодов
| № | Название                                             | Режиссёр          | Автор сценария    | Дата премьеры | Произв. код | Зрители в США (млн) |
| --- | ---------------------------------------------------- | ----------------- | ----------------- | ------------- | ----------- | ------------------- |
| 1 | «Пилот» «Pilot»                                      | Алекс Закржевский | Кен Сэнзел        | 20 июня 2019  | 101         | 2.84                |
| 2 | «Потерянные и найденные» «Lost and Found»            | Шон Сит           | Роберт Дэвид Порт | 27 июня 2019  | 102         | 1.98                |
| Когда современные пираты захватывают яхту и крадут ноутбук, содержащий информацию, которая может уничтожить губернатора, Кэт Чемберс вступает в действие и находит гораздо больше, чем она ожидала найти. |                                                      |                   |                   |               |             |                     |
| 3 | «Похороненные вещи» «Buried Things»                  | Киран Дарси-Смит  | Марк Роснер       | 11 июля 2019  | 103         | 2.28                |
| 4 | «Добро пожаловать в джунгли» «Welcome to the Jungle» | Сиан Дэвис        | Кен Сэнзел        | 18 июля 2019  | 104         | 1.85                |
| 5 | «Зеленый прилив» «The Green Tide»                    | Питер Андрикидис  | Николь Р. Леви    | 25 июля 2019  | 105         | 1.91                |